# Giải thưởng Âm nhạc Mỹ năm 2021
Giải thưởng Âm nhạc Mỹ lần thứ 49 được tổ chức vào ngày 21 tháng 11 năm 2021, tại Nhà hát Microsoft ở Los Angeles, ghi nhận các nghệ sĩ, đĩa đơn và album được yêu thích nhất năm 2021. Cardi B là người dẫn chương trình, theo sau Queen Latifah (1995) với tư cách là nữ rapper duy nhất trong lịch sử làm được điều này. Cardi B đã trở thành nghệ sĩ đầu tiên ba lần giành được giải Bài hát Rap/Hip Hop được yêu thích nhất. BTS, Doja Cat và Megan Thee Stallion đã giành được 3 giải mỗi nghệ sĩ.
Buổi lễ là buổi lễ đầu tiên được sản xuất dưới biểu ngữ của MRC Live & Alternative, trước đây được gọi là Dick Clark Productions, sau khi việc sử dụng tên đó kết thúc vào tháng trước.

## Biểu diễn
| Nghệ sĩ                           | Bài hát | Nguồn        |
| --------------------------------- | --- | ------------ |
| Silk Sonic                        | "Smokin Out the Window" | [ 7 ]        |
| Coldplay BTS                      | "My Universe" | [ 8 ]        |
| Olivia Rodrigo                    | "Traitor" | [ 9 ]        |
| Tyler, the Creator                | "Massa" | [ 10 ]       |
| Jason Aldean Carrie Underwood[a]  | "If I Didn't Love You" | [ 11 ]       |
| Bad Bunny TainyJulieta Venegas    | "Lo Siento BB:/" | [ 9 ] [ 12 ] |
| Måneskin                          | "Beggin'" | [ 10 ]       |
| Chlöe                             | "Have Mercy" |              |
| Jennifer Lopez                    | "On My Way" | [ 13 ]       |
| Mickey Guyton                     | "All American" | [ 10 ]       |
| Givēon                            | "Heartbreak Anniversary" |              |
| Kane Brown[b]                     | "One Mississippi" | [ 11 ]       |
| New Edition New Kids on the Block | Medley: "You Got It (The Right Stuff)" Candy Girl" Step by Step" Mr. Telephone Man" Is This the End"/"Please Don't Go Girl" Can You Stand the Rain" Hangin' Tough" If It Isn't Love" | [ 11 ]       |
| Walker Hayes                      | "Fancy Like" | [ 10 ]       |
| Zoe Wees                          | "Girls Like Us" | [ 10 ]       |
| BTS[c]                            | "Butter" | [ 9 ]        |
| Diplo                             | Người phụ trách âm nhạc/DJ | [ 10 ]       |

Ghi chú
- ^[a]  Đã được ghi hình trước từ Nashville, Tennessee
- ^[b]  Đã được ghi hình trước từ Tennessee State University
- ^[c]  Megan Thee Stallion ban đầu dự định biểu diễn cùng BTS trong "Butter", nhưng đã rút lui "do có việc cá nhân đột xuất".[13][14]

### Người dẫn chương trình
- Cardi B – người dẫn chương trình chính
- Billy Porter – trao giải Album Latin được yêu thích nhất
- Ansel Elgort & Rachel Zegler – trao giải Nghệ sĩ được yêu thích nhất – Rock
- Michelle Young – "sắp tới"
- JoJo Siwa – trao giải Bộ đôi/Nhóm nhạc Pop được yêu thích nhất
- Diplo – "sắp ra mắt" (nhiều phân đoạn)
- Brandy – trao giải Album nhạc Pop
- Marsai Martin – trao giải Bài hát được yêu thích nhất – Hip-Hop
- D-Nice – được Chlöe giới thiệu phần trình diễn
- JB Smoove – trao giải Bài hát được yêu thích nhất – Pop
- Madelyn Cline – trao giải Bài hát xu hướng được yêu thích nhất
- Liza Koshy – trao giải Nghệ sĩ của năm
- Anthony Ramos – trao giải Nữ nghệ sĩ được yêu thích nhất – Latin
- Machine Gun Kelly – trao giải Nghệ sĩ mới của năm
- Winnie Harlow – được Zoe Wees giới thiệu phần trình diễn

### Người chiến thắng và người được đề cử
Các đề cử đã được công bố trên chương trình Good Morning America của ABC, chương trình buổi sáng "The Get Up" của Spotify, và thông qua tài khoản Twitter của American Music Awards vào ngày 28 tháng 10 năm 2021. Olivia Rodrigo nhận được nhiều đề cử nhất với 7, tiếp theo là Weeknd với 6, và Bad Bunny, Doja Cat và Giveon với 5 đề cử. BTS trở thành nghệ sĩ châu Á đầu tiên nhận giải Nghệ sĩ của năm tại Giải thưởng Âm nhạc Mỹ. Ba hạng mục mới đã được giới thiệu vào năm 2021: Bài hát xu hướng được yêu thích nhất, Nhóm nhạc/Bộ đôi Latin được yêu thích nhất và Nghệ sĩ nhạc Phúc âm được yêu thích nhất.
Người chiến thắng sẽ xuất hiện đầu tiên và được đánh dấu bằng chữ In đậm.
| Nghệ sĩ của năm | Nghệ sĩ mới của năm |
| --- | --- |
| - BTS - Ariana Grande - Drake - Olivia Rodrigo - Taylor Swift - The Weeknd | - Olivia Rodrigo - 24kGoldn - Giveon - Masked Wolf - The Kid Laroi |
| Video âm nhạc của năm | Hợp tác của năm |
| - Lil Nas X – "Montero (Call Me By Your Name)" - Silk Sonic (Bruno Mars, Anderson .Paak) – "Leave The Door Open" - Cardi B – "Up" - Olivia Rodrigo – "Drivers License" - The Weeknd – "Save Your Tears"         | - Doja Cat hợp tác với SZA – "Kiss Me More" - 24kGoldn hợp tác với Iann Dior – "Mood" - Bad Bunny và Jhay Cortez – "Dakiti" - Chris Brown và Young Thug – "Go Crazy" - Justin Bieber hợp tác với Daniel Caesar và Giveon – "Peaches" |
| Nam nghệ sĩ được yêu thích nhất – Pop | Nữ nghệ sĩ được yêu thích nhất – Pop |
| - Ed Sheeran - Drake - Justin Bieber - Lil Nas X - The Weeknd | - Taylor Swift - Ariana Grande - Doja Cat - Dua Lipa - Olivia Rodrigo |
| Nam nghệ sĩ được yêu thích nhất – Hip Hop | Nữ nghệ sĩ được yêu thích nhất – Hip Hop |
| - Drake - Lil Baby - Moneybagg Yo - Polo G - Pop Smoke | - Megan Thee Stallion - Cardi B - Coi Leray - Erica Banks - Saweetie |
| Nam nghệ sĩ được yêu thích nhất – Đồng quê | Nữ nghệ sĩ được yêu thích nhất – Đồng quê |
| - Luke Bryan - Chris Stapleton - Jason Aldean - Luke Combs - Morgan Wallen | - Carrie Underwood - Gabby Barrett - Kacey Musgraves - Maren Morris - Miranda Lambert |
| Nam nghệ sĩ được yêu thích nhất – R&B | Nữ nghệ sĩ được yêu thích nhất – R&B |
| - The Weeknd - Chris Brown - Giveon - Tank - Usher | - Doja Cat - H.E.R. - Jazmine Sullivan - Jhené Aiko - SZA |
| Nam nghệ sĩ được yêu thích nhất – Latin | Nữ nghệ sĩ được yêu thích nhất – Latin |
| - Bad Bunny - J Balvin - Maluma - Ozuna - Rauw Alejandro | - Becky G - Kali Uchis - Karol G - Natti Natasha - Rosalía |
| Nghệ sĩ được yêu thích nhất – Rock | Nghệ sĩ được yêu thích nhất – Nhạc dance điện tử |
| - Machine Gun Kelly - AJR - All Time Low - Foo Fighters - Glass Animals | - Marshmello - David Guetta - Illenium - Regard - Tiësto |
| Nghệ sĩ được yêu thích nhất – Inspirational | Nghệ sĩ được yêu thích nhất – Gospel |
| - Carrie Underwood - Cain - Elevation Worship - Lauren Daigle - Zach Williams | - Kanye West - Kirk Franklin - Koryn Hawthorne - Maverick City Music - Tasha Cobbs Leonard |
| Bộ đôi/Nhóm nhạc Pop được yêu thích nhất – Pop | Bộ đôi/Nhóm nhạc Pop được yêu thích nhất – Đồng quê |
| - BTS - AJR - Glass Animals - Maroon 5 - Silk Sonic (Bruno Mars, Anderson .Paak) | - Dan + Shay - Florida Georgia Line - Lady A - Old Dominion - Zac Brown Band |
| Bộ đôi/Nhóm nhạc Pop được yêu thích nhất – Latin | Bài hát xu hướng được yêu thích nhất |
| - Banda MS de Sergio Lizárraga - Calibre 50 - Eslabon Armado - La Arrolladora Banda El Limón De Rene Camacho - Los Dos Carnales                                                                                 | - Megan Thee Stallion – "Body" - Erica Banks – "Buss It" - Måneskin – "Beggin'" - Olivia Rodrigo – "Drivers License" - Popp Hunna – "Adderall (Corvette Corvette)"                                                                   |
| Bài hát được yêu thích nhất – Pop | Album được yêu thích nhất – Pop |
| - BTS – "Butter" - Doja Cat hợp tác với SZA – "Kiss Me More" - Dua Lipa – "Levitating" - Olivia Rodrigo – "Drivers License" - The Weeknd và Ariana Grande – "Save Your Tears (Remix)"                           | - Taylor Swift – Evermore - Ariana Grande – Positions - Dua Lipa – Future Nostalgia - Olivia Rodrigo – Sour - The Kid Laroi – F*ck Love                                                                                              |
| Bài hát được yêu thích nhất – Hip Hop | Album được yêu thích nhất – Hip Hop |
| - Cardi B – "Up" - Internet Money hợp tác với Gunna, Don Toliver và Nav – "Lemonade" - Lil Tjay hợp tác với 6lack – "Calling My Phone" - Polo G – "Rapstar" - Pop Smoke – "What You Know Bout Love"             | - Megan Thee Stallion – Good News - Drake – Certified Lover Boy - Juice Wrld – Legends Never Die - Pop Smoke – Shoot for the Stars, Aim for the Moon - Rod Wave – SoulFly                                                            |
| Bài hát được yêu thích nhất – Đồng quê | Album được yêu thích nhất – Đồng quê |
| - Gabby Barrett – "The Good Ones" - Chris Stapleton – "Starting Over" - Chris Young và Kane Brown – "Famous Friends" - Luke Combs – "Forever After All" - Walker Hayes – "Fancy Like"                           | - Gabby Barrett – Goldmine - Chris Stapleton – Starting Over - Lee Brice – Hey World - Luke Bryan – Born Here Live Here Die Here - Morgan Wallen – Dangerous: The Double Album                                                       |
| Bài hát được yêu thích nhất – R&B | Album được yêu thích nhất – R&B |
| - Silk Sonic (Bruno Mars, Anderson .Paak) – "Leave the Door Open" - Chris Brown và Young Thug – "Go Crazy" - Giveon – "Heartbreak Anniversary" - H.E.R. – "Damage" - Jazmine Sullivan – "Pick Up Your Feelings" | - Doja Cat – Planet Her - Giveon – When It's All Said and Done... Take Time - H.E.R. – Back of My Mind - Jazmine Sullivan – Heaux Tales - Queen Naija – Missunderstood                                                               |
| Bài hát được yêu thích nhất – Latin | Album được yêu thích nhất – Latin |
| - Kali Uchis – "Telepatía" - Bad Bunny và Jhay Cortez – "Dakiti" - Bad Bunny x Rosalía – "La Noche de Anoche" - Farruko – "Pepas" - Maluma và The Weeknd – "Hawái (Remix)"                                      | - Bad Bunny – El Último Tour Del Mundo - Kali Uchis – Sin Miedo (del Amor y Otros Demonios) - Karol G – KG0516 - Maluma – Papi Juancho - Rauw Alejandro – Afrodisíaco                                                                |

MRC Live & Alternative, nhà sản xuất chương trình Giải thưởng Âm nhạc Mỹ, đã thông báo vào cuối tháng 10 rằng ca sĩ nhạc đồng quê Morgan Wallen sẽ không được phép tham dự buổi lễ hoặc nhận bất kỳ giải thưởng nào giành được từ xa. Wallen đã nhận được 2 đề cử cho Nam nghệ sĩ Đồng quê được yêu thích nhất và Album Đồng quê được yêu thích nhất. MRCL & A tuyên bố rằng "Wallen là một ứng cử viên năm nay dựa trên bảng xếp hạng. Vì hành vi của anh không phù hợp với các giá trị cốt lõi của chúng tôi, chúng tôi sẽ không đưa anh vào chương trình với bất kỳ tư cách nào (biểu diễn, dẫn chương trình, nhận giải). Chúng tôi có kế hoạch đánh giá sự tiến bộ của anh trong việc thực hiện công việc có ý nghĩa với tư cách là thành viên của cộng đồng người Da đen và sẽ cân nhắc việc anh tham gia các chương trình trong tương lai."